# Кашина Варена (Комо)
Кашина Варена је насеље у Италији у округу Комо, региону Ломбардија.
Према процени из 2011. у насељу је живело 46 становника. Насеље се налази на надморској висини од 370 м.